# Tatale

Tatale är en ort i östra Ghana, nära gränsen till Togo. Den är huvudort för distriktet Tatale-Sanguli, och folkmängden uppgick till 11 173 invånare vid folkräkningen 2010.